# Sagra mouhoti
Sagra mouhoti är en skalbaggsart som beskrevs av Joseph Sugar Baly 1862. Sagra mouhoti ingår i släktet Sagra och familjen bladbaggar. Inga underarter finns listade i Catalogue of Life.